# Hippoglossina
Genre
Hippoglossina est un genre de poissons plats appartenant à la famille des Paralichthyidae.

## Liste d'espèces
Selon ITIS :
- Hippoglossina macrops (Steindachner, 1876) - Perpeire gros yeux
- Hippoglossina montemaris de Buen, 1961
- Hippoglossina mystacium Ginsburg, 1936
- Hippoglossina oblonga (Mitchill, 1815) - Cardeau à quatre ocelles
- Hippoglossina stomata (Eigenmann and Eigenmann, 1890) - Perpeire langue
- Hippoglossina tetrophthalma (Gilbert, 1890) - Perpeire à quatre taches